# Ctenidium distinguendum
Ctenidium distinguendum är en bladmossart som beskrevs av Gl. Ctenidium distinguendum ingår i släktet Ctenidium och familjen Hypnaceae. Inga underarter finns listade i Catalogue of Life.